# Suzuka International Racing Course
Der Suzuka International Racing Course (jap. 鈴鹿サーキット, Suzuka Sākitto für Suzuka Circuit) ist eine Motorsport-Rennstrecke in der Nähe der Stadt Suzuka in Japan, unweit von Nagoya. Der Kurs wurde 1962 vom Automobilhersteller Honda nach einem Plan des niederländischen Rennstreckendesigners Hans Hugenholtz als Teststrecke errichtet, mitsamt einem Vergnügungspark namens Motopia Park für die Mitarbeiter und ihre Familien.
Die Strecke ist in ihrer heutigen Form 5,807 km lang und gilt als eine der fahrerisch anspruchsvollsten Rennstrecken der Welt, da sie viele Richtungswechsel und fast alle Kurventypen enthält: Langsame, mittelschnelle und schnelle Kurven wechseln sich in Suzuka ab. Besonders die „S-Curves“ hinter dem Fahrerlager und die schnelle Linkskurve „130R“ nach einer langen Geraden fordern den Fahrern eine Menge Können ab. Zudem ist sie eine der wenigen sich selbst kreuzenden Rennstrecken weltweit mit einer Überführung. Sie beschreibt annähernd die Form einer Acht.

## Geschichte

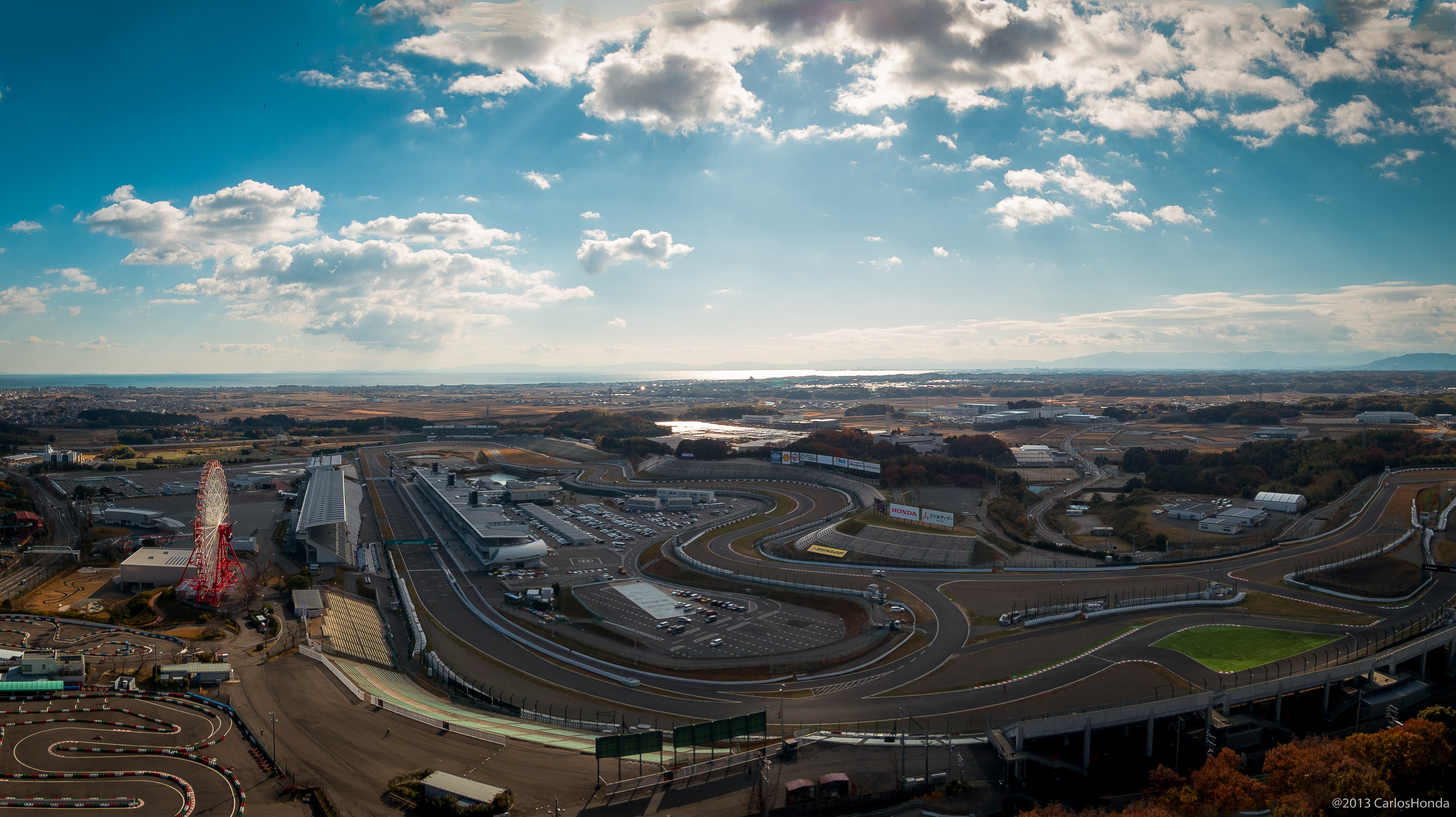
Blick über die Strecke (2013); links im Bild das Riesenrad

### Formel 1
In Suzuka wurden zwischen 1987 und 2019 bisher 31 Große Preise von Japan der Formel 1 ausgetragen. Da dieser Grand Prix im Terminkalender der Formel-1-Weltmeisterschaft traditionell eines der letzten Rennen ist, wurde hier bereits zwölfmal die Weltmeisterschaft entschieden. Legendär sind die Duelle zwischen Ayrton Senna und Alain Prost, die in Suzuka dreimal im direkten Kampf um die Weltmeisterschaft aufeinandertrafen und dabei zweimal miteinander kollidierten.
1987 war die Formel 1 zum ersten Mal in Suzuka zu Gast und kam mit Nelson Piquet (Williams-Honda) als WM-Führendem zum vorletzten Saisonrennen. Piquets Teamkollege Nigel Mansell lag mit 12 Punkten Rückstand ebenfalls noch aussichtsreich im Rennen um die Weltmeisterschaft. Ein schwerer Unfall im Training beendete seine Ambitionen jedoch, da Mansell mit Rückenprellungen nicht am Rennen teilnehmen konnte. Piquet stand damit bereits zum Start des Grand Prix als neuer Weltmeister fest.
1988 lag der Franzose Alain Prost (McLaren-Honda) vor dem vorletzten Saisonrennen in Japan in der Meisterschaft vor Ayrton Senna (ebenfalls McLaren-Honda) in Führung. Wegen der Streichresultate-Regelung musste der Franzose allerdings gewinnen, um überhaupt noch Punkte gutgeschrieben bekommen zu können. Senna startete von der Pole-Position, würgte seinen Motor jedoch ab und fiel bis auf den 14. Platz zurück, während Prost die Führung übernahm. Bei einsetzendem Regen holte der Brasilianer wieder auf, überholte Prost und gewann das Rennen sowie die Weltmeisterschaft.
1989 hatte Prost (McLaren-Honda) vor dem Rennen in Suzuka erneut die WM-Führung inne. Nachdem der Franzose bis dahin auch das Rennen angeführt hatte, kam es bei einem Überholversuch Sennas in der 46. Runde in der Schikane vor der Start-und-Ziel-Geraden zur Kollision der beiden Teamkollegen. Beide Wagen kamen von der Strecke ab und standen ineinander verhakt in der Auslaufzone der letzten Schikane. Während Prost ausstieg, ließ Senna sich von den Streckenposten wieder auf die Strecke schieben und gewann das Rennen noch. Der Brasilianer wurde jedoch umgehend disqualifiziert, weil die FIA (Internationaler Automobilsportverband) das Abkürzen der Schikane als Regelverstoß wertete. Damit konnte Senna seinen Titel nicht verteidigen und Alain Prost stand als neuer Weltmeister fest.
1990 gerieten Senna (McLaren-Honda) und Prost, der inzwischen zu Ferrari gewechselt war, erneut aneinander. Diesmal jedoch war der Franzose derjenige von beiden, der in der Meisterschaft zurücklag und unbedingt vor seinem Kontrahenten das Ziel erreichen musste. Von Startplatz zwei gestartet überholte er Senna direkt am Start. Eingangs der ersten Kurve jedoch torpedierte dieser seinen Konkurrenten bei einem Überholversuch, beide konnten das Rennen nicht fortsetzen. Senna krönte sich damit vorzeitig zum neuen Weltmeister.
1991 wurde die Weltmeisterschaft zum fünften Mal in Folge in Suzuka entschieden. Ayrton Senna (McLaren-Honda) reiste als WM-Führender vor seinem Rivalen Nigel Mansell (Williams-Renault) nach Japan. Der Brite drehte sich allerdings bereits in der neunten Runde von der Strecke und überließ damit Senna den Weltmeistertitel.
1994 reiste Michael Schumacher (Benetton-Ford) als Führender in der Weltmeisterschaft nach Suzuka. Sein einziger Rivale um den Titel war der Brite Damon Hill (Williams-Renault), der das Rennen im strömenden Regen für sich entschied, und damit vor dem letzten Rennen nur noch einen Punkt Rückstand auf Schumacher hatte.
1996 fand in Suzuka zum ersten Mal das Saisonfinale statt. Als Favorit auf den Titel reiste Damon Hill (Williams-Renault) an, der in der Weltmeisterschaft vor seinem Teamkollegen Jacques Villeneuve führte. Nachdem sich Villeneuve die Pole-Position gesichert hatte, schied er jedoch im Rennen aus, während Hill zu einem ungefährdeten Sieg fuhr und als erster Sohn eines Formel-1-Weltmeisters (Graham Hill) ebenfalls den Titel gewann.
1997 verspielte der WM-Führende Jacques Villeneuve (Williams-Renault) bereits im Training alle Chancen, den Titelkampf zu seinen Gunsten zu entscheiden, als er während einer Gelbphase das Tempo wiederholt nicht verlangsamte und nur unter Vorbehalt zum Rennen antreten durfte. Sein Konkurrent Michael Schumacher (Ferrari) siegte und nahm Villeneuve die WM-Führung vor dem letzten Rennen ab, während der Kanadier disqualifiziert wurde.
1998 kam es zum Titel-Showdown zwischen Mika Häkkinen (McLaren-Mercedes) und Michael Schumacher (Ferrari), der unbedingt vor seinem Konkurrenten gewinnen musste. Seine Pole-Position konnte Schumacher allerdings nicht nutzen und fiel ans Ende des Feldes zurück. Häkkinen fuhr derweil ungehindert zu Sieg und WM-Titel, während sein Rivale wegen eines Reifenschadens aufgeben musste.
1999 entschied sich die Formel-1-Weltmeisterschaft ebenfalls auf dem japanischen Grand-Prix-Kurs. Diesmal reiste Häkkinen (McLaren-Mercedes) mit vier Punkten Rückstand auf den WM-Führenden Eddie Irvine (Ferrari) an, konnte diesen aber mit einem ungefährdeten Sieg noch von der Spitze der Weltmeisterschaft verdrängen und sich den zweiten Titel sichern.
2000 trugen erneut Michael Schumacher (Ferrari) und Mika Häkkinen (McLaren-Mercedes) den Kampf um die Weltmeisterschaft aus, der in Suzuka entschieden werden sollte. Nach einem engen Duell im Rennen gewann Schumacher vor Häkkinen und sicherte sich damit seinen insgesamt dritten WM-Titel. Für Ferrari war es der erste Fahrertitel in der Formel 1 seit 21 Jahren.
2003 hatten vor dem letzten Rennen in Suzuka noch zwei Fahrer Titelchancen: Der WM-Führende Michael Schumacher (Ferrari) und sein Kontrahent Kimi Räikkönen (McLaren-Mercedes), der allerdings bei neun Punkten Rückstand gewinnen musste. Räikkönen beendete das Rennen als Zweiter knapp hinter Schumachers Teamkollegen Rubens Barrichello, während der Deutsche als Achter einen Punkt und den WM-Titel sicherte.
2006 kamen die WM-Rivalen Michael Schumacher (Ferrari) und Fernando Alonso (Renault) punktgleich zum vorletzten Rennen nach Suzuka. Der Deutsche sah im Rennen schon wie der sichere Sieger aus. In der 36. Runde rollte er jedoch mit einem technischen Defekt in Führung liegend aus, während Alonso dem Sieg und der alleinigen WM-Führung entgegenfuhr.
2007 und 2008 wurde der Große Preis von Japan auf dem Fuji Speedway ausgetragen, seit 2009 findet das Rennen wieder jährlich auf dem Suzuka International Racing Course statt.
2011 reiste Sebastian Vettel (Red Bull-Renault) fünf Rennen vor Schluss als überlegener WM-Führender nach Suzuka und sicherte sich dort mit einem dritten Platz seinen zweiten Titel.
2014 gewann Lewis Hamilton vor seinem Mercedes-Teamkollegen Nico Rosberg. Das Rennen wurde nach einem schweren Unfall von Jules Bianchi abgebrochen. Bianchi starb neun Monate später an den Folgen des Unfalls, dies war der erste tödliche Unfall eines Formel-1-Fahrers auf dem Suzuka International Racing Course.
2020 wurde der Große Preis von Japan wegen der COVID-19-Pandemie abgesagt.
2022 fand der Große Preis von Japan bei ungünstigen Witterungsverhältnissen statt. Bei starkem Regen ereigneten sich zahlreiche Unfälle, sodass das Rennen schon nach 5 Minuten wieder unterbrochen wurde. Es folgte nach ca. einer halben Stunde Unterbrechung ein fliegender Start, der aber zunächst mit dem Safety Car begleitet und dann wieder unterbrochen wurde. Zwei Stunden nach dem ursprünglichen Rennbeginn erfolgte dann ein Neustart zunächst wiederum mit Safety Car. Erst um 9:22 Uhr deutscher Zeit begann das Rennen wieder mit einem fliegenden Start. Durch die 3-Stunden-Regel endete das Rennen mit Max Verstappen auf Platz 1 um 10:05 Uhr deutscher Zeit. Obwohl nur 28 Runden (von eigentlich 53) gefahren wurden, erklärte die FIA, die vollen Punkte zu vergeben, sodass Max Verstappen zum Weltmeister wurde.

### Motorrad
Zwischen 1962 und 1965 sowie von 1987 bis 2003 wurde in Suzuka auch der Große Preis von Japan der Motorrad-Weltmeisterschaft ausgetragen. Nach dem tödlichen Unfall des japanischen 250-cm³-Weltmeisters Daijirō Katō strich die FIM (Internationaler Motorradsportverband) die Rennstrecke jedoch aus dem Kalender, nachdem die als Folge des Unfalls durchgeführten Umbaumaßnahmen als unzureichend beurteilt wurden. Seither findet der Grand Prix auf dem Twin Ring in Motegi statt.
Nach wie vor findet jedes Jahr ein Lauf zur Motorrad-Langstreckenweltmeisterschaft in Form eines 8-Stunden-Rennens statt. Hochwertig besetzte Fahrerfelder zeigen die Wichtigkeit dieses Rennens, insbesondere für die japanischen Motorradhersteller.
2013 fährt u. a. der Weltmeister von 1993 in der 500-cm³-Klasse Kevin Schwantz mit dem Japaner Noriyuki Haga.

## Statistik

### Formel 1
| Nr. | Jahr | Fahrer                                  | Konstrukteur                            | Motor                                   | Reifen                                  | Zeit                                    | Streckenlänge                           | Runden                                  | Ø-Tempo                                 | Datum                                   | GP von |
| --- | ---- | --------------------------------------- | --------------------------------------- | --------------------------------------- | --------------------------------------- | --------------------------------------- | --------------------------------------- | --------------------------------------- | --------------------------------------- | --------------------------------------- | ------ |
| 1   | 1987 | Gerhard Berger                          | Ferrari                                 | Ferrari                                 | G                                       | 1:32:58,072 h                           | 5,859 km                                | 51                                      | 192,847 km/h                            | 1. November                             | Japan  |
| 2   | 1988 | Ayrton Senna                            | McLaren                                 | Honda                                   | G                                       | 1:33:26,173 h                           | 5,859 km                                | 51                                      | 191,880 km/h                            | 30. Oktober                             | Japan  |
| 3   | 1989 | Alessandro Nannini                      | Benetton                                | Ford                                    | G                                       | 1:35:06,277 h                           | 5,859 km                                | 53                                      | 195,907 km/h                            | 22. Oktober                             | Japan  |
| 4   | 1990 | Nelson Piquet                           | Benetton                                | Ford                                    | G                                       | 1:34:36,824 h                           | 5,859 km                                | 53                                      | 196,923 km/h                            | 21. Oktober                             | Japan  |
| 5   | 1991 | Gerhard Berger                          | McLaren                                 | Honda                                   | G                                       | 1:32:10,695 h                           | 5,864 km                                | 53                                      | 202,298 km/h                            | 20. Oktober                             | Japan  |
| 6   | 1992 | Riccardo Patrese                        | Williams                                | Renault                                 | G                                       | 1:33:09,553 h                           | 5,864 km                                | 53                                      | 200,168 km/h                            | 25. Oktober                             | Japan  |
| 7   | 1993 | Ayrton Senna                            | McLaren                                 | Ford                                    | G                                       | 1:40:27,912 h                           | 5,864 km                                | 53                                      | 185,612 km/h                            | 24. Oktober                             | Japan  |
| 8   | 1994 | Damon Hill                              | Williams                                | Renault                                 | G                                       | 1:55:53,532 h                           | 5,864 km                                | 50                                      | 151,796 km/h                            | 6. November                             | Japan  |
| 9   | 1995 | Michael Schumacher                      | Benetton                                | Renault                                 | G                                       | 1:36:52,930 h                           | 5,864 km                                | 53                                      | 192,476 km/h                            | 29. Oktober                             | Japan  |
| 10  | 1996 | Damon Hill                              | Williams                                | Renault                                 | G                                       | 1:32:33,791 h                           | 5,864 km                                | 52                                      | 197,656 km/h                            | 13. Oktober                             | Japan  |
| 11  | 1997 | Michael Schumacher                      | Ferrari                                 | Ferrari                                 | G                                       | 1:29:48,446 h                           | 5,860 km                                | 53                                      | 207,497 km/h                            | 12. Oktober                             | Japan  |
| 12  | 1998 | Mika Häkkinen                           | McLaren                                 | Mercedes                                | B                                       | 1:27:22,789 h                           | 5,864 km                                | 51                                      | 205,355 km/h                            | 1. November                             | Japan  |
| 13  | 1999 | Mika Häkkinen                           | McLaren                                 | Mercedes                                | B                                       | 1:31:18,785 h                           | 5,864 km                                | 53                                      | 204,086 km/h                            | 31. Oktober                             | Japan  |
| 14  | 2000 | Michael Schumacher                      | Ferrari                                 | Ferrari                                 | B                                       | 1:29:53,435 h                           | 5,864 km                                | 53                                      | 207,316 km/h                            | 8. Oktober                              | Japan  |
| 15  | 2001 | Michael Schumacher                      | Ferrari                                 | Ferrari                                 | B                                       | 1:27:33,298 h                           | 5,859 km                                | 53                                      | 212,665 km/h                            | 14. Oktober                             | Japan  |
| 16  | 2002 | Michael Schumacher                      | Ferrari                                 | Ferrari                                 | B                                       | 1:26:59,698 h                           | 5,821 km                                | 53                                      | 212,645 km/h                            | 13. Oktober                             | Japan  |
| 17  | 2003 | Rubens Barrichello                      | Ferrari                                 | Ferrari                                 | B                                       | 1:25:11,740 h                           | 5,807 km                                | 53                                      | 216,612 km/h                            | 12. Oktober                             | Japan  |
| 18  | 2004 | Michael Schumacher                      | Ferrari                                 | Ferrari                                 | B                                       | 1:24:26,985 h                           | 5,807 km                                | 53                                      | 218,525 km/h                            | 10. Oktober                             | Japan  |
| 19  | 2005 | Kimi Räikkönen                          | McLaren                                 | Mercedes                                | M                                       | 1:29:02,212 h                           | 5,807 km                                | 53                                      | 207,267 km/h                            | 9. Oktober                              | Japan  |
| 20  | 2006 | Fernando Alonso                         | Renault                                 | Renault                                 | M                                       | 1:23:53,413 h                           | 5,807 km                                | 53                                      | 219,983 km/h                            | 8. Oktober                              | Japan  |
|     |      |                                         |                                         |                                         |                                         |                                         |                                         |                                         |                                         |                                         | Japan  |
| 21  | 2009 | Sebastian Vettel                        | Red Bull                                | Renault                                 | B                                       | 1:28:20,443 h                           | 5,807 km                                | 53                                      | 208,900 km/h                            | 4. Oktober                              | Japan  |
| 22  | 2010 | Sebastian Vettel                        | Red Bull                                | Renault                                 | B                                       | 1:30:27,323 h                           | 5,807 km                                | 53                                      | 203,949 km/h                            | 10. Oktober                             | Japan  |
| 23  | 2011 | Jenson Button                           | McLaren                                 | Mercedes                                | P                                       | 1:30:53,427 h                           | 5,807 km                                | 53                                      | 203,171 km/h                            | 9. Oktober                              | Japan  |
| 24  | 2012 | Sebastian Vettel                        | Red Bull                                | Renault                                 | P                                       | 1:28:56,242 h                           | 5,807 km                                | 53                                      | 207,430 km/h                            | 7. Oktober                              | Japan  |
| 25  | 2013 | Sebastian Vettel                        | Red Bull                                | Renault                                 | P                                       | 1:26:49,301 h                           | 5,807 km                                | 53                                      | 212,123 km/h                            | 13. Oktober                             | Japan  |
| 26  | 2014 | Lewis Hamilton                          | Mercedes                                | Mercedes                                | P                                       | 1:51:43,021 h                           | 5,807 km                                | 44                                      | 137,065 km/h                            | 5. Oktober                              | Japan  |
| 27  | 2015 | Lewis Hamilton                          | Mercedes                                | Mercedes                                | P                                       | 1:28:06,508 h                           | 5,807 km                                | 53                                      | 209,381 km/h                            | 27. September                           | Japan  |
| 28  | 2016 | Nico Rosberg                            | Mercedes                                | Mercedes                                | P                                       | 1:26:43,333 h                           | 5,807 km                                | 53                                      | 216,655 km/h                            | 9. Oktober                              | Japan  |
| 29  | 2017 | Lewis Hamilton                          | Mercedes                                | Mercedes                                | P                                       | 1:27:31,193 h                           | 5,807 km                                | 53                                      | 210,789 km/h                            | 8. Oktober                              | Japan  |
| 30  | 2018 | Lewis Hamilton                          | Mercedes                                | Mercedes                                | P                                       | 1:27:17,062 h                           | 5,807 km                                | 53                                      | 211,358 km/h                            | 7. Oktober                              | Japan  |
| 31  | 2019 | Valtteri Bottas                         | Mercedes                                | Mercedes                                | P                                       | 1:21:46,755 h                           | 5,807 km                                | 52                                      | 221,326 km/h                            | 13. Oktober                             | Japan  |
| –   | 2020 | abgesagt aufgrund der COVID-19-Pandemie | abgesagt aufgrund der COVID-19-Pandemie | abgesagt aufgrund der COVID-19-Pandemie | abgesagt aufgrund der COVID-19-Pandemie | abgesagt aufgrund der COVID-19-Pandemie | abgesagt aufgrund der COVID-19-Pandemie | abgesagt aufgrund der COVID-19-Pandemie | abgesagt aufgrund der COVID-19-Pandemie | abgesagt aufgrund der COVID-19-Pandemie | Japan  |
| –   | 2021 | abgesagt aufgrund der COVID-19-Pandemie | abgesagt aufgrund der COVID-19-Pandemie | abgesagt aufgrund der COVID-19-Pandemie | abgesagt aufgrund der COVID-19-Pandemie | abgesagt aufgrund der COVID-19-Pandemie | abgesagt aufgrund der COVID-19-Pandemie | abgesagt aufgrund der COVID-19-Pandemie | abgesagt aufgrund der COVID-19-Pandemie | abgesagt aufgrund der COVID-19-Pandemie | Japan  |
| 32  | 2022 | Max Verstappen                          | Red Bull                                | RBPT                                    | P                                       | 3:01:44,004 h                           | 5,807 km                                | 28                                      | 53,583 km/h                             | 9. Oktober                              | Japan  |
| 33  | 2023 | Max Verstappen                          | Red Bull                                | Honda RBPT                              | P                                       | 1:30:58,421 h                           | 5,807 km                                | 53                                      | 202,787 km/h                            | 24. September                           | Japan  |
| 34  | 2024 | Max Verstappen                          | Red Bull                                | Honda RBPT                              | P                                       | 1:54:23,566 h                           | 5,807 km                                | 53                                      | 162,852 km/h                            | 7. April                                | Japan  |
| 35  | 2025 | Max Verstappen                          | Red Bull                                | Honda RBPT                              | P                                       | 1:22:06,983 h                           | 5,807 km                                | 53                                      | 224,879 km/h                            | 6. April                                | Japan  |

Rekordsieger
Fahrer: Michael Schumacher (6), Lewis Hamilton / Sebastian Vettel / Max Verstappen(je 4)
Fahrernationen: Deutschland (11), Großbritannien (7), Brasilien / Finnland /  Niederlande(je 4)
Konstrukteure:/ Red Bull (8) Ferrari / McLaren (je 7), Mercedes (6)
Motorenhersteller: Mercedes (10), Renault (9), Ferrari (7)
Reifenhersteller: Pirelli (13), Goodyear (11), Bridgestone (9)

## Achterbahnen
Der zur Rennstrecke gehörende Freizeitpark verfügt über mehrere Achterbahnen.
| Name                                     | Typ                              | Hersteller  | Eröffnungsjahr   | Weblinks |
| ---------------------------------------- | -------------------------------- | ----------- | ---------------- | -------- |
| Adventure Drive / アドベンチャードライブ | Familienachterbahn               | Hoei Sangyo | 2014             |          |
| GP Racers                                | Racing Roller Coaster            | Hoei Sangyo | 2020             |          |
| Rocky Coaster / ロッキーコースター       | Stahlachterbahn ohne Inversionen | Senyo Kogyo | 2004 oder früher |          |

### Ehemalige Achterbahnen
| Name      | Typ              | Hersteller    | Eröffnungsjahr | Schließungsjahr | Bemerkungen                                                                   | Weblinks |
| --------- | ---------------- | ------------- | -------------- | --------------- | ----------------------------------------------------------------------------- | -------- |
| Blackout  | Inverted Coaster | Vekoma        | 1995           | 2007            | Befindet sich seit 2008 als Firewhip in Beto Carrero World, Brasilien.        |          |
| Mad Cobra | Launched Coaster | Premier Rides | 1998           | 2003            | Befindet sich seit 2006 als Crazy Cobra / 疯狂眼镜蛇 in Discoveryland, China. |          |